# Chamaecyparis forsteckiensis
Chamaecyparis forsteckiensis là một loài thực vật hạt trần trong họ Cupressaceae. Loài này được Heydenr. mô tả khoa học đầu tiên năm 1934.